# Helmchamäleon
Das Helmchamäleon (Trioceros hoehnelii) ist eine Chamäleon-Art aus den Bergregionen Kenias und Ugandas. Durch die Beschränkung auf hohe Lagen ist das Verbreitungsgebiet zersplittert und verstreut. Man findet die Tiere in Höhen von 1.200 bis 3.000 Metern. 

## Lebensraum
Die Art lebt an Berghängen, auf Wiesen und an Waldrändern, vor allem aber in der Nähe menschlicher Siedlungen, in Büschen, an Wegrändern und in Gärten. Der Busch- und Strauchbewohner und findet sich häufig in den Sträuchern von Coffea arabica in Kaffeeplantagen. Populationen in alpinen Stufen sind hohen Temperaturschwankungen zwischen Tag und Nacht ausgesetzt.

## Systematik
Das Helmchamäleon gehört innerhalb der echten Chamäleons zur Gattung Trioceros. (Swainson, 1839). Es wurden zwei Unterarten beschrieben:
- Trioceros hoehnelii hoehnelii
- Trioceros hoehnelii altaeelgonis

## Kennzeichen
Das Helmchamäleon besitzt einen stark ausgeprägten Helm, der bei den Männchen deutlich stärker ausgeprägt ist als bei den Weibchen. Ebenfalls besonders auffallend ist ein kleiner Nasenfortsatz, der bei den Männchen ebenfalls größer ist. Es finden sich eine Vielzahl an Lokal- und Standortvarianten. Besonders Helm und Nasenfortsatz sind recht unterschiedlich ausgeprägt. Die Art besitzt einen grob stacheligen Rückenkamm, der über die gesamte Körperlänge reicht und zum Schwanzende hin ausläuft. Kehl- und Bauchkamm bestehen aus großen, dornigen Stachelschuppen. An beiden Körperseiten sieht man oft 2 Reihen stark vergrößerter plattenförmiger Schuppen. Die Körperbeschuppung und die Färbung ist sehr variabel und besteht überwiegend aus braunen und grünen Grundtönen mit zum Teil hellen Querbändern. Es gibt rötliche oder braun gefärbte Tiere sowie eine bekannte Farbform mit gelbem Kopf und grünem Körper. 
Die Hemipenistaschen der Männchen sind mit dem Erreichen der Geschlechtsreife deutlich ausgebildet. Weibchen zeigen sie eine deutlich homogenere Beschuppung, die sekundären Geschlechtsmerkmale sind bei ihnen weniger stark ausgeprägt. Männchen werden maximal 25 Zentimeter lang, Weibchen erreichen eine Maximallänge von 20 Zentimeter. Die Lebenserwartung liegt bei 2–4 Jahren.

## Verhaltensweisen
Trioceros hoehnelii zeigt in der Natur ein sehr interessantes Abwehrverhalten. Die größte Gefahr stellen für diese Chamäleonart baumbewohnende Schlangen wie z. B. die Grüne Mamba dar. Erblickt das Chamäleon eine Schlange, verfärbt es sich umgehend tiefschwarz, rollt den Körper zusammen und lässt sich zu Boden fallen – wohin ihm die Schlange in der Regel nicht folgt. Am Boden verharrt das Tier dann bewegungslos, bis die Gefahr vorbei ist. 

## Terrarienhaltung
Das Helmchamäleon ist nach dem Washingtoner Artenschutzübereinkommen (WAII) sowie der EU-Artenschutzverordnung (Anhang B) geschützt. Da diese Chamäleonart keine hohen Temperaturen benötigt, ist eine freie Haltung auf einer großen Zimmerpflanze (z. B. im schattigen Wintergarten, im Sommer auf dem halbschattigen Balkon oder ganzjährig im Blumenfenster) möglich. Die innerartliche Aggressivität ist beim Helmchamäleon nur schwach ausgeprägt, weshalb eine paarweise Haltung im Terrarium möglich ist. Männchen sind untereinander unverträglich. In gut strukturiert eingerichteten Terrarien lassen sich auch Gruppen von einem Männchen und zwei Weibchen halten. Männliche Tiere und trächtige Weibchen sind untereinander sehr aggressiv und sollten während dieser Zeit deshalb einzeln gehalten werden. Das Helmchamäleon ist recht lebhaft und kann auch ziemlich zutraulich werden. Die Tiere werden in der Gefangenschaft mit Grillen, Heimchen, allerlei Fluginsekten und kleinen Schaben ernährt. Zusätzlich bekommen sie Vitamine und Mineralstoffe (Bestäuben der Insekten). Den Wasserbedarf können die Tiere durch auflecken des Sprühwassers decken.

## Fortpflanzung
Das Helmchamäleon ist im Ei lebendgebärend, außerdem findet Vorratsbefruchtung; sie können sofort wieder trächtig werden. Beim Werben nähert sich das Männchen nickend und seitlich abgeflacht dem Weibchen. Wenn dieses paarungsbereit ist, bleibt es sitzen und es erfolgt die Begattung, dieser Vorgang kann sich über mehrere Tage wiederholen. Gravide Weibchen wehren paarungswillige Männchen ab. Wird der Stress für ein trächtiges Weibchen zu groß sollte es separiert werden. Während der Trächtigkeit haben die Weibchen ein erhöhtes Trink- und Nahrungsbedürfnis. Nach einer Tragzeit von 150 bis 180 Tagen gebären die Weibchen 4 bis 22 Junge. Davor wird das Weibchen unruhig und in den frühen Morgenstunden erfolgt die Eiablage, bevorzugt an grober Rinde oder rauen Ästen. Die Jungtiere befreien sich aus der Eihülle und sind sofort selbstständig. Die Geschlechtsreife wird mit etwa 8 Monaten erreicht. Sie sollten aber nicht jünger als ein Jahr verpaart werden.